# 内田樹
内田 樹（うちだ たつる、1950年9月30日 - ）は、日本のフランス文学者・武道家（合気道凱風館館長。合気道七段、居合道三段、杖道三段）・翻訳家・思想家・エッセイスト。元学生運動家。神戸女学院大学名誉教授。学位は修士（旧東京都立大学・1980年、フランス文学専攻）。専門はフランス現代思想。立憲民主党パートナー。
東京大学文学部卒業。旧東京都立大学大学院人文科学研究科修士課程修了。

## 概要
高校を中退したが、大学入学資格検定を経て東大に入学、文学部仏文科卒。東京都立大学大学院人文科学研究科博士課程単位取得退学。フランス現代思想を専門とし、大学で教鞭を執る。
『ためらいの倫理学』(2001年)以来、エマニュエル・レヴィナスをはじめ思想の簡明な解説や、知的エッセイを数多く執筆。少子高齢化、成熟した資本主義経済の末路への予測から、消費を基盤とした経済システムが終焉を迎えつつあるとし、今後は共同体による相互扶助、共生的な考え方を基盤とした社会を目指すべきだとしている。ネットにおける匿名性の危険性についても、警告を発しており、著書の多くはブログから発信した文章がもとになっている。
映画や武道に関する批評活動でも知られ、自身も合気道や居合道の有段者である。合気道については、大学を退職後、道場兼能舞台である「凱風館」を完成させて、そこで師範として合気道の指導を行っている。
「内田樹の研究室」というブログを運営している。『ためらいの倫理学』は、冬弓舎の内浦亨が内田のサイトのテキストを発見したことから刊行された。書くことの目的が生計を立てるではなく、一人でも多くの人に自分の考えや感じ方を共有してもらうこと」との考えから、ネット上で公開した自身のテクストについては「著作権放棄」の考えを示しており、他人が剽窃によって収入を得ることも容認すると2009年に述べている。一方、講演については謝礼が必要（ノーギャラは仕事のクオリティを認めていない）としている。

## 来歴
東京都大田区下丸子に生まれ育つ。父方の祖母のいとこに、参謀本部作戦課長、陸軍大臣秘書官として東條英機の側近だった服部卓四郎がいる。
1963年に大田区立東調布第三小学校を卒業。1966年に大田区立矢口中学校を卒業。1966年、東京都立日比谷高等学校に入学。高校2年で成績が学年最下位になり、のち品行不良を理由に退学処分を受けた。家出してジャズ喫茶でアルバイトをするが、生活できなくなり、数か月後に親に謝罪し家に戻った。
1968年10月、大学入学資格検定に合格。1969年、東京大学入試中止の年に京都大学法学部を受験し不合格。駿台予備校を経て、1970年4月、東京大学文科三類に入学。この頃、三里塚闘争に参加する。東大生となってから学習塾のバイトをしだした。バイト代が時給500円（当時）で国立大学の授業料が月額1000円（当時）だったので一日２時間労働するだけで月謝が払えていた。そのため、月謝以外の稼ぎは両親からの自由を求めて借りたアパートの賃貸費用に充てていた。内田が働いていた学習塾は大学生70人で回してたが25%が過激派の大学生だったとしている。
1970年代初頭に学生運動から離脱。1975年3月、文学部仏文科卒業。1975年12月、合気道自由が丘道場に入門し多田宏に師事（大本教教主輔の出口王仁三郎の曾孫弟子に当たる）。1976年に4歳年上の女優と結婚している。妻の父親（岳父）は平野三郎。1977年1月、平川克美と共に翻訳会社「アーバン・トランスレーション」を設立。
1977年4月、東京都立大学大学院人文科学研究科修士課程（フランス文学専攻）に入学。入学後も会社経営を続けた。修士論文はモーリス・ブランショ、指導教官は足立和浩。1980年4月、東京都立大学大学院人文科学研究科博士課程に進学。ブランショと影響関係のある哲学者として、エマニュエル・レヴィナスの名を初めて知る。たまたま手にとった『困難な自由』の最初のテクスト「倫理と精神」を読んで衝撃を受け、「この人についてゆこう」と決心する。
1982年4月、東京都立大学人文科学研究科博士課程を中退。東京都立大学人文学部助手（フランス文学専攻）となる。1985年9月、エマニュエル・レヴィナスの訳書『困難な自由』を国文社から刊行。1987年9月、レヴィナスに面会。1989年に離婚、娘の内田るんと父子家庭になる。
1990年、神戸女学院大学文学部総合文化学科助教授となる。1997年2月、観世流能楽師の下川宜長に入門、仕舞と謡を習い始める。2001年3月、初めての単著となる『ためらいの倫理学』（冬弓舎）を刊行。2009年、能楽師小鼓方大倉流の高橋奈王子と再婚。同年11月、『日本辺境論』（新潮新書）を刊行。
2010年7月に平松邦夫大阪市長のもとで市長特別顧問を務める。2011年3月、神戸女学院大学教授を退職。同大学名誉教授。同大学の合気道部顧問を継続して務める。同年4月、第3回伊丹十三賞を受賞。同年11月、神戸市東灘区住吉本町に道場兼能舞台の「凱風館」が完成、館長を務める。
2015年4月、京都精華大学人文学部客員教授に就任。

## 著書

### 単著
|    | タイトル                                               | 出版社                  | 出版年月   | ISBN                   | 備考 および文庫版                                                                |
| -- | ------------------------------------------------------ | ----------------------- | ---------- | ---------------------- | -------------------------------------------------------------------------------- |
| 1  | 『ためらいの倫理学』                                   | 冬弓舎                  | 2001年03月 | ISBN 4-9252-2002-0     | 角川文庫 ISBN 4-0437-0701-0                                                      |
| 2  | 『レヴィナスと愛の現象学』                             | せりか書房              | 2001年12月 | ISBN 4-7967-0236-9     | 文春文庫 ISBN 4-1678-0148-5                                                      |
| 3  | 『「おじさん」的思考』                                 | 晶文社                  | 2002年04月 | ISBN 4-7949-6530-3     | 角川文庫 ISBN 4-0437-0705-3                                                      |
| 4  | 『寝ながら学べる構造主義』                             | 文春新書                | 2002年06月 | ISBN 4-1666-0251-9     |                                                                                  |
| 5  | 『期間限定の思想―「おじさん」的思考2』                 | 晶文社                  | 2002年11月 | ISBN 4-7949-6549-4     | 角川文庫 ISBN 4-0437-0706-1                                                      |
| 6  | 『女は何を欲望するか？』                               | 径書房                  | 2002年11月 | ISBN 4-7705-0180-3     | 角川oneテーマ21 ISBN 4-0471-0090-0                                               |
| 7  | 『私の身体（からだ）は頭がいい』                       | 新曜社                  | 2003年05月 | ISBN 4-7885-0847-8     | 文春文庫 ISBN 4-1677-1744-1                                                      |
| 8  | 『疲れすぎて眠れぬ夜のために』                         | 角川書店                | 2003年05月 | ISBN 4-0488-3819-9     | 角川文庫 ISBN 4-0437-0703-7                                                      |
| 9  | 『映画の構造分析』                                     | 晶文社                  | 2003年06月 | ISBN 4-7949-6575-3     | 文春文庫 ISBN 4-1678-0125-6                                                      |
| 10 | 『子どもは判ってくれない』                             | 洋泉社                  | 2003年09月 | ISBN 4-8969-1759-6     | 文春文庫 ISBN 978-4-1676-7991-0                                                  |
| 11 | 『他者と死者』                                         | 海鳥社                  | 2004年10月 | ISBN 4-8741-5498-0     | 文春文庫 ISBN 4-1678-0149-3                                                      |
| 12 | 『死と身体』                                           | 医学書院                | 2004年10月 | ISBN 4-2603-3366-6     |                                                                                  |
| 13 | 『街場の現代思想』                                     | NTT出版                 | 2004年07月 | ISBN 4-7571-4075-4     | 文春文庫 ISBN 4-1677-1773-5                                                      |
| 14 | 『先生はえらい』                                       | ちくまプリマー新書      | 2005年01月 | ISBN 4-4806-8702-5     |                                                                                  |
| 15 | 『街場のアメリカ論』                                   | NTT出版                 | 2005年10月 | ISBN 4-7571-4119-X     | 文春文庫 ISBN 4-1677-7368-6                                                      |
| 16 | 『知に働けば蔵が建つ』                                 | 文藝春秋                | 2005年11月 | ISBN 4-1636-7700-3     | 文春文庫 ISBN 4-1677-5313-8                                                      |
| 17 | 『態度が悪くてすみません』                             | 角川oneテーマ21         | 2006年04月 | ISBN 4-0471-0032-3     |                                                                                  |
| 18 | 『私家版・ユダヤ文化論』                               | 文春新書                | 2006年07月 | ISBN 4-1666-0519-4     | 第6回小林秀雄賞受賞                                                              |
| 19 | 『下流志向』                                           | 講談社                  | 2007年01月 | ISBN 4-0621-3827-1     | 講談社文庫 ISBN 4-0627-6399-0                                                    |
| 20 | 『狼少年のパラドクス』                                 | 朝日新聞出版            | 2007年02月 | ISBN 4-0233-0377-1     | 改題『街場の大学論』 角川文庫 2010年10月 ISBN 4-0437-0704-5                      |
| 21 | 『街場の中国論』                                       | ミシマ社                | 2007年06月 | ISBN 4-9039-0800-3     | 増補版 ミシマ社 2011年2月 ISBN 4-9039-0825-9                                     |
| 22 | 『村上春樹にご用心』                                   | アルテス パブリッシング | 2007年09月 | ISBN 4-9039-5100-6     |                                                                                  |
| 23 | 『もういちど村上春樹にご用心』                         | アルテス パブリッシング | 2010年11月 | ISBN 4-9039-5137-5     | 『村上春樹にご用心』の増補版（削除された文章もあり） 文春文庫 ISBN 4-1679-0259-1 |
| 24 | 『ひとりでは生きられないのも芸のうち』                 | 文藝春秋                | 2008年01月 | ISBN 4-1636-9690-3     | 文春文庫 ISBN 4-1678-0115-9                                                      |
| 25 | 『こんな日本でよかったね』                             | バジリコ                | 2008年07月 | ISBN 4-8623-8096-4     | 文春文庫 ISBN 4-1677-7307-4                                                      |
| 26 | 『街場の教育論』                                       | ミシマ社                | 2008年11月 | ISBN 4-9039-0810-0     |                                                                                  |
| 27 | 『昭和のエートス』                                     | バジリコ                | 2008年12月 | ISBN 4-8623-8118-9     | 文春文庫 ISBN 4-1678-3808-7                                                      |
| 28 | 『日本辺境論』                                         | 新潮新書                | 2009年11月 | ISBN 4-1061-0336-2     | 2010年度新書大賞受賞                                                             |
| 29 | 『邪悪なものの鎮め方』                                 | バジリコ                | 2010年01月 | ISBN 4-8623-8160-X     | 文春文庫 ISBN 4-1679-0015-7                                                      |
| 30 | 『街場のマンガ論』                                     | 小学館                  | 2010年04月 | ISBN 4-7780-3717-0     | 小学館文庫 ISBN 9784-0940-6021-8                                                 |
| 31 | 『街場のメディア論』                                   | 光文社新書              | 2010年08月 | ISBN 4-3340-3577-9     |                                                                                  |
| 32 | 『武道的思考』                                         | 筑摩選書                | 2010年10月 | ISBN 4-4800-1507-8     | ちくま文庫 ISBN 978-4-4804-3590-3                                                |
| 33 | 『最終講義』                                           | 技術評論社              | 2011年06月 | ISBN 4-7741-4709-5     | 文春文庫 ISBN 4-1679-0389-X                                                      |
| 34 | 『うほほいシネクラブ―街場の映画論』                    | 文春新書                | 2011年10月 | ISBN 4-1666-0826-6     |                                                                                  |
| 35 | 『呪いの時代』                                         | 新潮社                  | 2011年11月 | ISBN 4-1033-0011-6     | 新潮文庫 ISBN 4-1012-6061-3                                                      |
| 36 | 『街場の読書論』                                       | 太田出版                | 2012年04月 | ISBN 4-7783-1288-0     | 潮新書 ISBN 978-4-2670-2148-0                                                    |
| 37 | 『僕の住まい論』                                       | 新潮社                  | 2012年07月 | ISBN 4-1033-0012-4     | 新潮文庫 ISBN 4-1012-6062-1                                                      |
| 38 | 『街場の文体論』                                       | ミシマ社                | 2012年07月 | ISBN 4-9039-0836-4     | 文春文庫 ISBN 4-1679-0580-9                                                      |
| 39 | 『修業論』                                             | 光文社新書              | 2013年07月 | ISBN 4-3340-3754-2     |                                                                                  |
| 40 | 『内田樹による内田樹』                                 | 140B                    | 2013年09月 | ISBN 4-9039-9318-3     | 文春文庫 ISBN 978-4-1679-0988-8                                                  |
| 41 | 『街場の憂国論』                                       | 晶文社                  | 2013年10月 | ISBN 4-7949-6811-6     | 文春文庫 ISBN 978-4-1679-1094-5                                                  |
| 42 | 『日本の身体』                                         | 新潮社                  | 2014年05月 | ISBN 4-1033-0013-2     | 新潮文庫 ISBN 4-1012-6063-X                                                      |
| 43 | 『街場の共同体論』                                     | 潮出版社                | 2014年06月 | ISBN 4-2670-1980-0     | 潮新書 ISBN 4-2670-2074-4                                                        |
| 44 | 『憲法の「空語」を充たすために』                       | かもがわ出版            | 2014年08月 | ISBN 4-7803-0713-9     |                                                                                  |
| 45 | 『街場の戦争論』                                       | ミシマ社                | 2014年10月 | ISBN 4-9039-0857-7     |                                                                                  |
| 46 | 『内田樹の大市民講座』                                 | 朝日新聞出版            | 2014年11月 | ISBN 4-0225-1234-2     | 朝日文庫 ISBN 978-4-0226-1908-2                                                  |
| 47 | 『困難な成熟』                                         | 夜間飛行                | 2015年09月 | ISBN 4-9067-9020-8     |                                                                                  |
| 48 | 『悩める人、いらっしゃい 内田樹の生存戦略』            | 自由国民社              | 2016年06月 | ISBN 4-4261-2098-5     |                                                                                  |
| 49 | 『困難な結婚』                                         | アルテスパブリッシング  | 2016年07月 | ISBN 4-8655-9139-7     |                                                                                  |
| 50 | 『日本の覚醒のために 内田樹講演集』                    | 晶文社                  | 2017年06月 |                        |                                                                                  |
| 51 | 『街場の天皇論』                                       | 東洋経済新報社          | 2017年10月 | ISBN 4-4922-2378-9     | 文春文庫                                                                         |
| 52 | 『ローカリズム宣言―「成長」から「定常」へ』            | デコ                    | 2017年12月 | ISBN 4-9069-0516-1     |                                                                                  |
| 53 | 『常識的で何か問題でも? 反文学的時代のマインドセット』 | 朝日新書                | 2018年10月 | ISBN 4-0227-3792-1     |                                                                                  |
| 54 | 『道徳ってなに？』                                     | かもがわ出版            | 2019年01月 |                        |                                                                                  |
| 55 | 『そのうちなんとかなるだろう』                         | マガジンハウス          | 2019年07月 |                        |                                                                                  |
| 56 | 『生きづらさについて考える 』                          | 毎日新聞出版            | 2019年08月 |                        |                                                                                  |
| 57 | 『サル化する世界』                                     | 文藝春秋                | 2020年02月 |                        |                                                                                  |
| 58 | 『日本習合論』                                         | ミシマ社                | 2020年09月 |                        |                                                                                  |
| 59 | 『コモンの再生』                                       | 文藝春秋                | 2020年11月 |                        |                                                                                  |
| 60 | 『前-哲学的 初期論文集』                               | 草思社                  | 2020年12月 |                        |                                                                                  |
| 61 | 『街場の芸術論』                                       | 青幻舎                  | 2021年5月  |                        |                                                                                  |
| 62 | 『コロナ後の世界』                                     | 文藝春秋                | 2021年10月 | ISBN 978-4-1639-1458-9 |                                                                                  |

### 共著・編著
|    | タイトル                                                                 | 共著者                                                                   | 出版社               | 出版年月    | ISBN                | 備考 および文庫版                        |
| -- | ------------------------------------------------------------------------ | ------------------------------------------------------------------------ | -------------------- | ----------- | ------------------- | ---------------------------------------- |
| 1  | 『映画は死んだ』                                                         | 松下正己                                                                 | いなほ書房           | 1999年12月  | ISBN 479520599X     | 新版 ISBN 4434034871                     |
| 2  | 『現代思想のパフォーマンス』                                             | 難波江和英                                                               | 松柏社               | 2000年04月  | ISBN 4881989324     | 光文社新書 ISBN 433403277X               |
| 3  | 『大人は愉しい』                                                         | 鈴木晶                                                                   | 冬弓舎               | 2002年06月  | ISBN 4925220063     | ちくま文庫 ISBN 4480423559               |
| 4  | 『東京ファイティングキッズ』                                             | 平川克美                                                                 | 柏書房               | 2004年10月  | ISBN 4760126252     | 朝日文庫 ISBN 4022615311                 |
| 5  | 『東京ファイティングキッズ・リターン』                                   | 平川克美                                                                 | バジリコ             | 2006年11月  | ISBN 4862380344     | 文春文庫 ISBN 4167773376                 |
| 6  | 『いきなりはじめる浄土真宗 ―インターネット持仏堂1』                      | 釈徹宗                                                                   | 本願寺出版社         | 2005年03月  | ISBN 4894167778     | 角川ソフィア文庫 ISBN 4044089043         |
| 7  | 『はじめたばかりの浄土真宗 ―インターネット持仏堂2』                      | 釈徹宗                                                                   | 本願寺出版社         | 2005年03月  | ISBN 4894167786     | 角川ソフィア文庫 ISBN 4044089051         |
| 8  | 『14歳の子を持つ親たちへ』                                               | 名越康文                                                                 | 新潮新書             | 2005年04月  | ISBN 4106101122     |                                          |
| 9  | 『身体（からだ）の言い分』                                               | 池上六朗                                                                 | 毎日新聞社           | 2005年07月  | ISBN 4620317314     | 毎日文庫                                 |
| 10 | 『健全な肉体に狂気は宿る』                                               | 春日武彦                                                                 | 角川oneテーマ21      | 2005年08月  | ISBN 4047100064     |                                          |
| 11 | 『9条どうでしょう』                                                      | 小田嶋隆、平川克美、町山智浩                                             | 毎日新聞社           | 2006年03月  | ISBN 4620317608     | ちくま文庫 ISBN 4480429948               |
| 12 | 『身体知―身体が教えてくれること』                                        | 三砂ちづる                                                               | バジリコ             | 2006年04月  | ISBN 4862380050     | 講談社プラスアルファ文庫 ISBN 4062813947 |
| 13 | 『身体を通して時代を読む―武術的立場』                                    | 甲野善紀                                                                 | バジリコ             | 2006年06月  | ISBN 4862380034     | 文春文庫 ISBN 4167773988                 |
| 14 | 『逆立ち日本論』                                                         | 養老孟司                                                                 | 新潮選書             | 2007年05月  | ISBN 4106035782     |                                          |
| 15 | 『合気道とラグビーを貫くもの 次世代の身体論』                            | 平尾剛                                                                   | 朝日新書             | 2007年09月  | ISBN 4022731648     |                                          |
| 16 | 『大人のいない国 成熟社会の未熟なあなた』                                | 鷲田清一                                                                 | プレジデント社       | 2008年10月  | ISBN 4833418886     | 文春文庫 ISBN 4167838540                 |
| 17 | 『橋本治と内田樹』                                                       | 橋本治                                                                   | 筑摩書房             | 2008年11月  | ISBN 4480814981     | ちくま文庫 ISBN 4480428488               |
| 18 | 『現代霊性論』                                                           | 釈徹宗                                                                   | 講談社               | 2010年02月  | ISBN 4062159546     | 講談社文庫 ISBN 4062775166               |
| 19 | 『現代人の祈り―呪いと祝い』                                              | 釈徹宗、名越康文                                                         | サンガ               | 2010年      | ISBN 4904507592     | サンガ新書 ISBN 4904507975               |
| 20 | 『おせっかい教育論』                                                     | 鷲田清一、釈徹宗、平松邦夫                                               | 140B                 | 2010年      | ISBN 4903993108     |                                          |
| 21 | 『沈む日本を愛せますか』                                                 | 高橋源一郎                                                               | ロッキング・オン     | 2010年      | ISBN 4860520939     | 文春文庫 ISBN 4167901102                 |
| 22 | 『どんどん沈む日本をそれでも愛せますか？』                               | 高橋源一郎                                                               | ロッキング・オン     | 2012年      | ISBN 4860521080     |                                          |
| 23 | 『若者よ、マルクスを読もう』                                             | 石川康宏                                                                 | かもがわ出版         | 2010年06月  | ISBN 4780303605     | 角川ソフィア文庫 ISBN 4044086125         |
| 24 | 『若者よ、マルクスを読もうⅡ』                                            | 石川康宏                                                                 | かもがわ出版         | 2014年09月  | ISBN 4780307147     |                                          |
| 25 | 『若者よ、マルクスを読もうⅢ』                                            | 石川康宏                                                                 | かもがわ出版         | 2018年09月  |                     |                                          |
| 26 | 『大津波と原発』                                                         | 中沢新一、平川克美                                                       | 朝日新聞出版         | 2011年05月  | ISBN 4022508744     |                                          |
| 27 | 『身体で考える。』                                                       | 成瀬雅春                                                                 | マキノ出版           | 2011年06月  | ISBN 4837671594     |                                          |
| 28 | 『橋下主義(ハシズム)を許すな！』                                         | 山口二郎、香山リカ、薬師院仁志                                           | マキノ出版           | 2011年11月  | ISBN 482841651X     |                                          |
| 29 | 『原発と祈り』                                                           | 名越康文、橋口いくよ                                                     | メディアファクトリー | 2011年12月  | ISBN 4840143269     |                                          |
| 30 | 『大人の作法』                                                           | 名越康文、橋口いくよ                                                     | メディアファクトリー | 2013年03月  | ISBN 4840151261     |                                          |
| 31 | 『本当の仕事の作法』                                                     | 名越康文、橋口いくよ                                                     | メディアファクトリー | 2014年03月  | ISBN 4040663500     |                                          |
| 32 | 『嘘みたいな本当の話 日本版ナショナル・ストーリー・プロジェクト』        | 高橋源一郎共選 浅井愛編                                                  | イースト・プレス     | 2011年06月  | ISBN 4781606237     | 文春文庫 ISBN 4167903229                 |
| 33 | 『嘘みたいな本当の話 みどり 日本版ナショナル・ストーリー・プロジェクト』 | 高橋源一郎共選 浅井愛編                                                  | イースト・プレス     | 2012年06月  | ISBN 4781608000     | 文春文庫 ISBN 4167906570                 |
| 34 | 『日本の文脈』                                                           | 中沢新一                                                                 | 角川書店             | 2012年01月  | ISBN 404110078X     |                                          |
| 35 | 『辺境ラジオ』                                                           | 名越康文、西靖                                                           | 140B                 | 2012年09月  | ISBN 4903993132     |                                          |
| 36 | 『荒天の武学』                                                           | 光岡英稔                                                                 | 集英社新書           | 2012年12月  | ISBN 4087206718     |                                          |
| 37 | 『評価と贈与の経済学』                                                   | 岡田斗司夫                                                               | 徳間書店             | 2013年02月  | ISBN 4198635676     | 徳間文庫カレッジ ISBN 4199070265         |
| 38 | 『脱グローバル論 ―日本の未来のつくりかた』                               | 中島岳志、小田嶋隆、平川克美川他3名                                      | 講談社               | 2013年06月  | ISBN 4062184273     |                                          |
| 39 | 『聖地巡礼 ビギニング』                                                  | 釈徹宗                                                                   | 東京書籍             | 2013年08月  | ISBN 4487806380     |                                          |
| 40 | 『聖地巡礼ライジング 熊野紀行』                                          | 釈徹宗                                                                   | 東京書籍             | 2015年03月  | ISBN 4487806399     |                                          |
| 41 | 『能はこんなに面白い!』                                                  | 観世清和                                                                 | 小学館               | 2013年09月  | ISBN 4093883114     |                                          |
| 42 | 『一神教と国家 イスラーム、キリスト教、ユダヤ教』                        | 中田考                                                                   | 集英社新書           | 2014年02月  | ISBN 4087207250     |                                          |
| 43 | 『街場の五輪論』                                                         | 小田嶋隆、平川克美                                                       | 朝日新聞出版         | 2014年02月  | ISBN 4022511486     | 朝日文庫 ISBN 4022618647                 |
| 44 | 『街場の憂国会議』                                                       | 小田嶋隆、想田和弘、鷲田清一他6名                                        | 晶文社               | 2014年05月  | ISBN 4794968140     |                                          |
| 45 | 『日本霊性論』                                                           | 釈徹宗                                                                   | NHK出版新書          | 2014年08月  | ISBN 4140884428     |                                          |
| 46 | 『竹と樹のマンガ文化論』                                                 | 竹宮惠子                                                                 | 小学館新書           | 2014年12月  | ISBN 4098252228     |                                          |
| 47 | 『日本戦後史論』                                                         | 白井聡                                                                   | 徳間書店             | 2015年02月  | ISBN 419863906X     |                                          |
| 48 | 『慨世の遠吠え』                                                         | 鈴木邦男                                                                 | 鹿砦社               | 2015年03月  | ISBN 4846310388     |                                          |
| 49 | 『日本の反知性主義』                                                     | 白井聡、高橋源一郎、平川克美他6名                                        | 晶文社               | 2015年03月  | ISBN 4794968183     |                                          |
| 50 | 『ぼくたち日本の味方です』                                               | 高橋源一郎                                                               | 文藝春秋             | 2015年11月  | ISBN 4167904934     |                                          |
| 51 | 『「意地悪」化する日本』                                                 | 福島瑞穂                                                                 | 岩波書店             | 2015年12月  | ISBN 4000610988     |                                          |
| 52 | 『生存教室 ディストピアを生き抜くために』                                | 光岡英稔                                                                 | 集英社               | 2016年01月  | ISBN 4087208168     |                                          |
| 53 | 『僕たちの居場所論』                                                     | 平川克美、名越康文                                                       | 角川書店             | 2016年05月  | ISBN 4047317535     |                                          |
| 54 | 『教えて! 校長先生 「才色兼備」が育つ神戸女学院の教え』                  | 林真理子                                                                 | 中央公論新社         | 2016年05月  | ISBN 4121505530     |                                          |
| 55 | 『やっぱりあきらめられない民主主義』                                     | 平川克美、奈須りえ                                                       | 水声社               | 2016年06月  | ISBN 978-4801001879 |                                          |
| 56 | 『世界「最終」戦争論 近代の終焉を超えて』                                | 姜尚中                                                                   | 集英社               | 2016年06月  | ISBN 4087208362     |                                          |
| 57 | 『属国民主主義論』                                                       | 白井聡                                                                   | 東洋経済新報社       | 2016年07月  | ISBN 4492212272     |                                          |
| 58 | 『転換期を生きるきみたちへ』                                             | 岡田憲治、加藤典洋、平川克美他7名                                        | 晶文社               | 2016年07月  | ISBN 978-4794968258 |                                          |
| 59 | 『マルクスの心を聴く旅』                                                 | 石川康宏、池田香代子                                                     | かもがわ出版         | 2016年09月  | ISBN 4780308569     |                                          |
| 60 | 『聖地巡礼リターンズ』                                                   | 釈徹宗                                                                   | 東京書籍             | 2016年11月  | ISBN 4487808413     |                                          |
| 61 | 『慨世の遠吠え2』                                                        | 鈴木邦男                                                                 | 鹿砦社               | 2017年02月  | ISBN 4846311562     |                                          |
| 62 | 『アジア辺境論 これが日本の生きる道』                                    | 姜尚中                                                                   | 集英社               | 2017年7月   |                     |                                          |
| 63 | 『変調「日本の古典」講義』                                               | 安田登                                                                   | 祥伝社               | 2017年012月 |                     |                                          |
| 64 | 『善く死ぬための身体論』                                                 | 成瀬雅春                                                                 | 集英社               | 2019年4月   |                     |                                          |
| 65 | 『沈黙する知性』                                                         | 平川克美                                                                 | 夜間飛行             | 2019年11月  |                     |                                          |
| 66 | 『しょぼい生活革命』                                                     | えらいてんちょう、中田考                                                 | 晶文社               | 2020年1月   |                     |                                          |
| 67 | 『街場の親子論 』                                                        | 内田るん                                                                 | 中央公論新社         | 2020年6月   |                     |                                          |
| 68 | 『コロナと生きる』                                                       | 岩田健太郎                                                               | 朝日新聞出版         | 2020年9月   |                     |                                          |
| 69 | 『ポストコロナ期を生きるきみたちへ』                                     | 斎藤幸平、後藤正文、白井聡、岩田健太郎、雨宮処凛、増田聡、山崎雅弘他12名 | 晶文社               | 2020年11月  |                     |                                          |
| 70 | 『世界新秩序と日本の未来』                                               | 姜尚中                                                                   | 集英社新書           | 2021年7月   |                     |                                          |
| 71 | 『自民党失敗の本質』                                                     | 御厨貴、前川喜平、石破茂、古賀茂明、望月衣塑子、小沢一郎、村上誠一郎     | 宝島社               | 2021年10月  | ISBN 4299021312     |                                          |
| 72 | 『教育鼎談: 子どもたちの未来のために』                                   | 寺脇研、前川喜平                                                         | ミツイパブリッシング | 2022年4月   | ISBN 4907364253     |                                          |
| 73 | 『新しい戦前 この国の“いま”を読み解く』                                  | 白井聡                                                                   | 朝日新聞出版         | 2023年8月   | ISBN 9784022952288  |                                          |

インタビュー・その他
|   | タイトル                                                 | 共著者                      | 出版社       | 出版年月   | ISBN               | 備考 および文庫版          |
| - | -------------------------------------------------------- | --------------------------- | ------------ | ---------- | ------------------ | -------------------------- |
| 1 | 『生きる意味を教えてください ―命をめぐる対話』           | 田口ランディ 他8名          | バジリコ     | 2008年03月 | ISBN 4862380727    |                            |
| 2 | 『悪党の金言』                                           | 足立倫行 他8名              | 集英社新書   | 2009年01月 | ISBN 4087204758    |                            |
| 3 | 『この国はどこで間違えたのか ―沖縄と福島から見えた日本』 | 小熊英二 他6名              | 徳間書店     | 2012年11月 | ISBN 4198635099    |                            |
| 4 | 『医療につける薬 内田樹･鷲田清一に聴く』                 | 岩田健太郎 鷲田清一         | 筑摩選書     | 2014年06月 | ISBN 4480015965    |                            |
| 5 | 『学校英語教育は何のため?』                              | 江利川春雄 鳥飼玖美子 他2名 | ひつじ書房   | 2014年07月 | ISBN 4894767279    |                            |
| 6 | 『小津安二郎 大全』                                      | 松浦莞二 宮本明子           | 朝日新聞出版 | 2019年 3月 | ISBN 9784022515995 | 「小津安二郎と兵隊」を寄稿 |

### 翻訳
1. エマニュエル・レヴィナス『困難な自由―ユダヤ教についての試論』（国文社 1985年、抄訳）NCID BN00427838
  - 改訳版、国文社、2008年、NCID BA87416690
2. エマニュエル・レヴィナス『超越・外傷・神曲―存在論を超えて』合田正人共編訳（国文社 1986年）
3. ノーマン・コーン『シオン賢者の議定書（プロトコール）―ユダヤ人世界征服陰謀の神話』（ダイナミックセラーズ 1986年）
4. エマニュエル・レヴィナス『タルムード四講話』（国文社 1987年）
  - 新装版、人文書院, 2015年、NCID BB19969285
5. ジェフリー・メールマン『巨匠たちの聖痕―フランスにおける反ユダヤ主義の遺産』（国文社 1987年）
6. ベルナール=アンリ・レヴィ『フランス・イデオロギー』（国文社 1989年）
7. エマニュエル・レヴィナス『タルムード新五講話―神聖から聖潔へ』（国文社 1990年）
8. レヴィナス『暴力と聖性―レヴィナスは語る』（国文社 1991年）
9. エマニュエル・レヴィナス『モーリス・ブランショ』（国文社 1992年）
10. サロモン・マルカ『レヴィナスを読む』（国文社 1996年）
11. エマニュエル・レヴィナス『観念に到来する神について』（国文社 1997年）
12. 『ユダヤ教―過去と未来』R.アロン,A.ネエール,V.マルカ（ヨルダン社 1998年）
13. コリン・デイヴィス『レヴィナス序説』（国文社 2000年）
14. 『ヒチコック×ジジェク』スラヴォイ・ジジェク編 鈴木晶共訳（河出書房新社 2005年）

### ダウンロード・コンテンツ
- 『京都大学集中講義2005』（イー・エー・ユー株式会社）[38]
- 『冬のソナタをめぐって2006 記憶・時間・父性』（イー・エー・ユー株式会社）
- ラジオデイズ「内田樹」[39]

### USTREAMアーカイブ
- 「内田樹・平川克美の、たぶん月刊『はなし半分』｣　ラジオデイズ（2011.8.17配信）[40]
- 「内田樹・中沢新一・平川克美『いま、日本に何が起きているのか』　ラジオデイズ（2011.4.5配信）[41]

後に『大津波と原発』内田樹,中沢新一,平川克美（朝日新聞出版 2011年）として出版された。

## 出演

### 映画
- ゲバルトの杜 〜彼は早稲田で死んだ〜（2024年5月25日）[42]
- STEP OUT にーにーのニライカナイ（2025年3月14日）[43]

### ラジオ
- 大竹まこと ゴールデンラジオ!（文化放送）

### ウェブ番組
- デモクラシータイムス『内田樹の談論風発[44]』（YouTube）
- エアレボリューション（ニコニコ生放送）[45]

## 主張

### 学生運動関連
1970年初頭に学生運動離脱の波が起きる。前日までアジ演説をしていた新左翼学生たちが翌朝に消失し、身綺麗な身なりに整えてからキャンパス生活へ戻ってきた。学生運動を離脱した彼らの真意を問うと「なんとでも言ってくれ。おれは東大出という看板を棄てるわけにいかないんだよ」と言われて納得している。彼ら東大生の学生運動家は一流企業や中央省庁に入っていった。内田はこのタイプの学生運動家は好きであると述べている。逆に、「学生政治運動が現実的にほとんど無意味だということが分かっても、「革命」が幻想だということが分かっても、なお党派や組織にしがみついている」タイプは当時から苦手であった。内田は、卒業後を考えても現実的には無意味である学生運動に関する葛藤を感じないタイプの彼らは、有機農業、市民運動家、田舎ペンション経営理念、ジャズコンサートのプロデュースなど、地方の「ちょっと毛色の変わった教養人」みたいなポジションを卒業後にしていると主張している。内田も1970年代初頭に学生運動から足を洗ったが、綱領や党派の名で他者を罵倒や負傷させた学生運動時代から方向転換したことから、自身には説明責任があると考えている。

### 政治関連
自由民主党と公明党による連立政権である安倍内閣に対して、独裁という強い表現を使って反対の立場を表明している。日本共産党の機関紙『しんぶん赤旗』のインタビューで、「日本共産党に期待することは、マルクスの教えのもっとも本質的なところ、すなわち『ものごとを根底的にとらえる』という意味でラディカルな政党であってほしいということです」と述べている。
月刊日本2017年5月号「日本人にとって天皇とは何か」中で天皇制を奉じる旨明言した。
2019年3月27日、公式Twitterにて「新元号に現政権に阿る解釈を許す文字が含まれていた場合には、僕は以後二度と元号を使いませんし、『元号』という語そのものを使わないことにします」とツイートした。同年4月2日、自らの公式ブログにて「元号は、天皇制に深くかかわる国民文化的な装置」と述べ、「令和」という元号については安倍政権のコアな支持層である日本会議の支持層である国粋主義者へのイデオロギー的配慮で国風にこだわったものであると評した。

### 憲法観と自衛隊への立場
憲法9条の改正には反対であるが、自身の憲法観と自衛隊についての考え方は「いわゆる『護憲派』のそれとはだいぶ違っている」という。憲法九条と自衛隊を「双子的制度」と呼び、この2つは「アメリカのイニシアティヴのもとに戦後日本社会が狡知をこらして作り上げた『歴史上もっとも巧妙な政治的妥協』の一つである」、「憲法九条と自衛隊が『リアル』に拮抗している限り、日本は世界でも例外的に『安全な』国でいられると私は信じている」と述べている。共著に『9条どうでしょう』（毎日新聞社）がある。
『すばる』2007年1月号で高橋源一郎、矢作俊彦と対談した際、矢作の「有事に現自衛隊法では自衛隊員は銃を撃つこともできない、こういった「あいまいさ」は関東軍と同様で危険だ」という意見に対し、「日本人は原理原則が行動原理ではないので、憲法もあいまいなままでよい」と主張した。

### 教育問題における立場
教育行政について、政治や政治家は教育に関わるべきではないとする立場をとっている。学校教育という制度が、非常に惰性の強い制度であって、急激な変更はなじまないと考えている。つまり、政治家が替わるごとに教育に急激な変化が起こるのは、決して良いものではないという考えである。たとえば、大阪市長特別顧問に就任した際の記者会見において、平松市長に対してこう述べている。「私が市長にお願いしたいことが一つあります。一つだけです。それは地方自治体の首長は教育行政に関与して欲しくないということです」。この“政治が教育行政に関わりすぎるべきではない”という点において、大阪維新の会の教育政策には批判的である。

#### 公立中学校での武道の必修化について
公立中学校での武道の必修化については反対の立場である。

#### 部活動について
日本の学校における部活動を「文化資本の民主的分配」という側面から肯定的に捉えており、昨今問題視されている「ブラック部活」や教員の長時間労働については解決されるべきであるとしながらも、その一環として政府が進める部活動の地域移行には疑問を呈している。これに前後して部活は教育者の仕事であり、教員を増員することで今後も学校が担うべきとの見解もTwitterで示している。これに対しては部活動の実態がそもそも内田の掲げる理想からかけ離れている現状、教育課程外である部活動を維持する為の教員増員の困難性などから多くの反論が寄せられた。内田はこれらについて個別の反論は行っていないが、後日のTwitterで教員志願者を増やす方法を開陳し、それでも教員不足が解消されない場合は自らの不明を恥じて以後教育については一切発言をしない旨表明している。

### 「市民的成熟」と国民国家の関係論
内田は、国民国家は擬制であり本質的に恣意的な構築物であると考えているが、国民国家がきちんと機能するためには、「それがあたかも自然物であるかのように、天来のもの、神授のものであるかのように、ふるまってみせる必要」があり、それができることが市民的成熟の1つの条件であると思っているという。国旗や国歌に対しても「適切にふるまう」ことができるのが成熟した国民国家成員の条件であるとしている。「国民国家とは何か」について各人が自己責任において思量することこそが国民国家成員にとっては不可避の義務であり、それは自分の代わりに他人に考えてもらうことではないし、他人に命令されることでもないと内田は考えているという。そして、「国民国家は擬制であり、私事である」ということをわきまえた上で、なおかつ国民国家以外の選択肢がないときに、「これをどのように気分のよいものにすべきか、とまずは手元足元の工夫から始める人」のことを内田は「成熟した市民」と呼んでおり、内田によればそれが「標準的な『市民的成熟』の階梯」であるという。「この健全な市民への成熟の行程」への妨げになるがゆえに、内田は国旗国歌に対する業務命令や法的強制に原則的につねに反対してきたのだという。

### 東北論
自身は四代前が庄内藩士、三代前が会津藩士であり（いずれも戊辰戦争の敗者側）、東北人の屈託は内田家の家風であるという。近代日本を全部壊した第二次大戦の軍部上層部に東北人が多いことから、東北人の戊辰戦争に対するルサンチマンの影響を指摘している。また日本の言論で最強であるのは東北寒村的な「貧農の苦しみがお前らにわかるか」といったような「コロキアルな身体実感をもつ言葉と政治的幻想が癒合したタイプの言説」「『やられたらやり返せ』という中学生的マチスモと市場原理主義、弱肉強食の能力主義」
であり、都市の左翼的知識人やリベラル派はそれに対抗する力を持っていないとする。

### 学力低下論
同学齢集団内の競争というシステムが、「他人のパフォーマンスを下げる」という相対優位の戦略を取らせると主張している。また、日本の子どもたちが学習意欲を失ったのは、「勉強すれば、金になる」という利益誘導のロジックが学校教育を覆い尽くし、親・教師・メディア・政治家もそのロジックを主張したためであると述べている。

### 地球温暖化問題について
温暖化と二酸化炭素の間の因果関係はまだ科学的には証明されていない、と2007年に述べている。氷期と間氷期を交互に経験する地球は現在は「間氷期」にあり、いずれは氷期が訪れて動植物が激減すると内田は考えているため、「温暖化には類的な立場からはそれほど怯えることもないのではないか」と考えているという。

### 音楽の趣味「ナイアガラー」
1976年3月に野沢温泉スキー場で「楽しい夜更かし」を聴いたのが、大瀧詠一の音楽を最初に経験した機会であったという。以後37年間、内田は忠実な「ナイアガラー」として過ごしたと2013年に述べている。
内田は「ナイアガラー」の語義を次のように説明している。「『ナイアガラー』というのは、大瀧詠一さんが実践してきた音楽活動（には限定されないもろもろの活動）をフォローすることを人生の一大欣快事とする人々の総称です。」「ナイアガラーは『日本のフリーメイソン』であるから、どこで知り合っても『私、ナイアガラーなんです』とカミングアウトすればたちまち百年来の知己となることができる。これは他のミュージシャンにはあまりないことである。」
2005年8月19日に大瀧と初めて会う。2007年から2013年までの間、「ラジオデイズ」のオーディオ・コンテンツとして大瀧との座談会を平川克美らと共に計6回行い、大瀧の自宅兼スタジオである福生スタジオに招かれるなど親交を深めていった。

### 言語教育論
「読解力というのは目の前にある文章に一意的な解釈を下すことを自制する、解釈を手控えて、一時的に『宙吊りにできる』能力のことではないか」と主張しており、「『読解力を上げるためにはこれがいい！』というようなこと言い出した瞬間に、他ならぬそのような発想そのものが日本人の知的成熟を深く損うことになる」としている。2018年の時点では現状を「今の日本社会は、自分自身の知的な枠組みをどうやって乗り越えていくのか、という実践的課題の重要性に対する意識があまりに低い。低いどころか、そういう言葉づかいで教育を論ずる人そのものがほとんどいない。むしろ、どうやって子どもたちを閉じ込めている知的な枠組みを強化するか、どうやって子どもたちを入れている『檻』を強化するかということばかり論じている」と批判している。精神科医が軽々しく診断を下さないようにしているのと同じように、急いでシンプルな解を求めないことこそが重要であると主張している。また、内田がそのように考えるに至ったのは、エマニュエル・レヴィナスの著書を翻訳している内に心の成熟が必要であると気付き、自身も心が成熟する内に意味が分からなくても洋書を読めるし、何を書きたいのかわからないままにでも書けるようになったと話している。

### 反若者論
オタク嫌い。「「オタク」とか「萌え」とか「やおい」いうのは私がもっとも苦手とする領域」「こういう子ども中心のアンダーグラウンド的なネットワーク活動」「「おのれ自身を位置づける歴史的文脈」に反応する知的アンテナそのものが「オタク」の諸君にはほとんど構造的に欠落している」「ほとんど自己言及だけで構築されている自閉的な文化活動」「自分の立ち位置について客観的に語ることのできない人間と話をするのはすごく消耗する。だから、私は「オタク」が苦手なのである。」と表明している。にも関わらず『ONE PIECE』や『鬼滅の刃』の批評のオファーが来ることがあり困惑している。
いわゆる1970年代～1980年代生まれあたりの世代に批判的で、「（2002年当時）いま１５歳から３５歳までの「ダメ人間」世代はあと２０年後くらいには「スキルもないし、購買力もないし、知的生産力もないし、情報発信力もないし、政治的主張もないし・・・ひとことでいえば『どーでもいーひとたち』」として年下の世代から、ずいぶんぞんざいに取り扱われることになるだろう。」とし、2013年1月には「日経トレンディネット」に掲載された原田曜平との対談「日本企業は若者とどう付き合うべきか？」にて「私は今の30代後半から45歳前後の世代が、申し訳ないですが、“日本最弱の世代”と考えています」と発言。その一方で今の20代とは仲がいいと続けた。